# Nicolas Fouquet

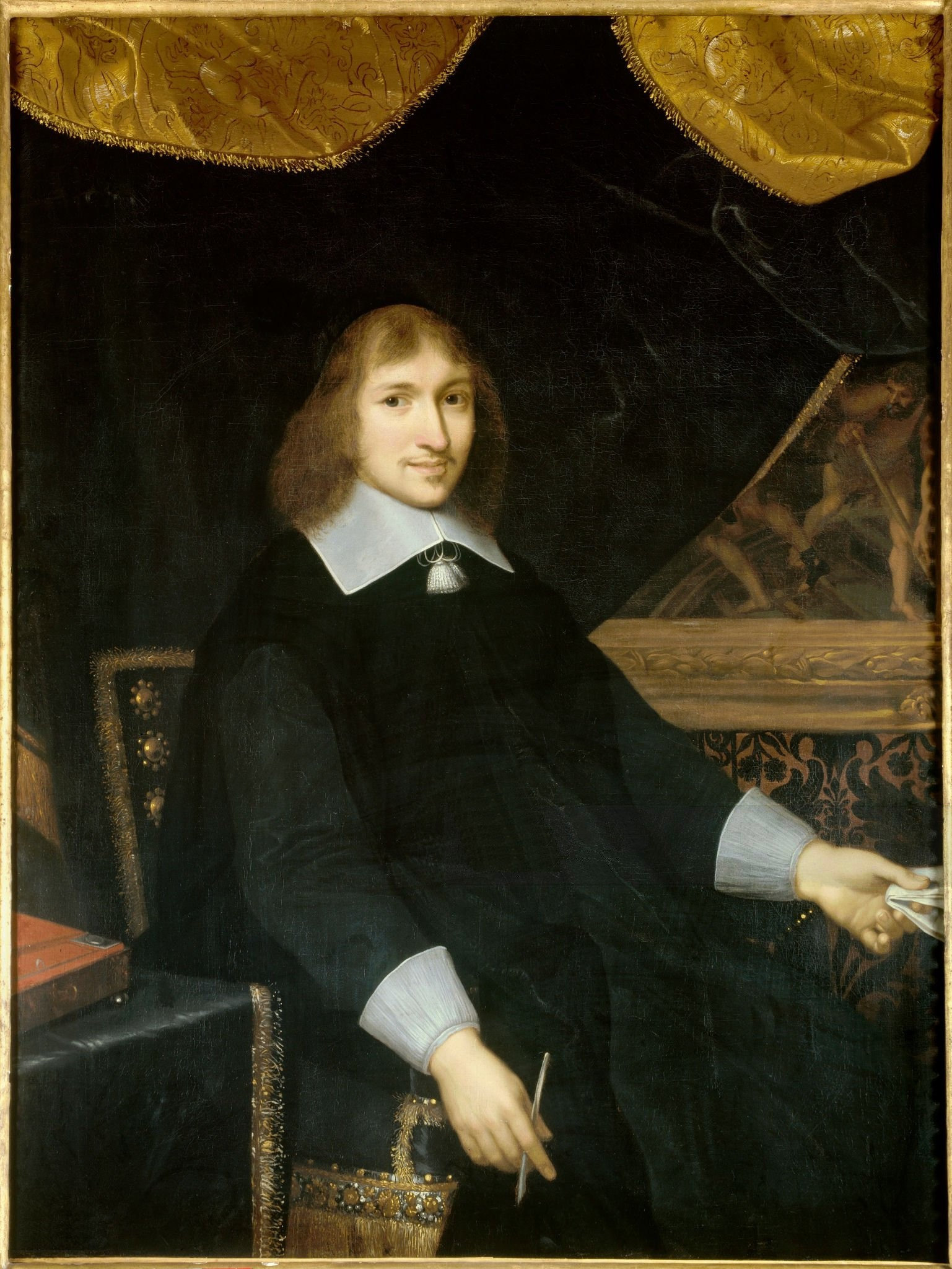
Nicolas Fouquet

Nicolas Fouquet, marchiz de Belle-Île, viconte de Melun și Vaux (27 ianuarie 1615 – 23 martie 1680) a fost ministru de finanțe al Franței din 1653 până în 1661 sub regele Ludovic al XIV-lea. A căzut în dizgrația tânărului rege probabil din cauza afișărilor extravagante ale bogăției sale și regele l-a închis pe viață.

## Biografie

### Ministru de finanțe
Nicolas Fouquet s-a născut la Paris într-o influentă familie nobilă. A fost al doilea fiu al lui François IV Fouquet, consilier al Parlamentului din Paris, și a Marie de Maupeou. Familia Fouquet a făcut o avere din comerțul de pânză înainte de a intra în sistemului judiciar. Contrar susținerilor din timpul său că familia lui Fouquet nu a fost de origine nobilă: străbunicul, Francis Foucquet, a fost negustor și fiul unui negustor de pânză din Angers. Tatăl său a devenit un armator bogat remarcat de Richelieu, care l-a adus în Consiliul marinei și a comerțului și a devenit consilier de stat.
În martie 1633, tatăl său a cerut cardinalului un post de consilier în Parlamentul din Paris pentru Nicolas. Cererea a fost refuzată: fratele său mai mare, François V, deținea deja un post de consilier. Cu toate acestea, în anul următor a obținut un post de consilier în Parlamentul de la Metz, nou creat de Richelieu..
În pragul morții François Fouquet își îndeamnă fiul să se căsătorească. Nicolas se căsătorește cu Louise Fourché, dame de Quéhillac, nepoata lui Jean Fourché, primarul din Nantes în 1597-1598. Contractul de căsătorie a fost semnat la 10 ianuarie 1640 la Nantes între părinți, ceremonia a avut loc la 24 la Notre-Dame de Nantes.. Louise vine cu o zestre de 160.000 de livre în bani și proprietăți. Tatăl lui Nicolas moare la scurt timp, urmat la începutul anului 1641 de către bunicul matern al lui Nicolas, Gilles de Maupeou. În același an, la șase luni după ce a dat naștere unei fiice, Maria, soția lui moare. La 26 de ani Nicolas Fouquet rămâne văduv.

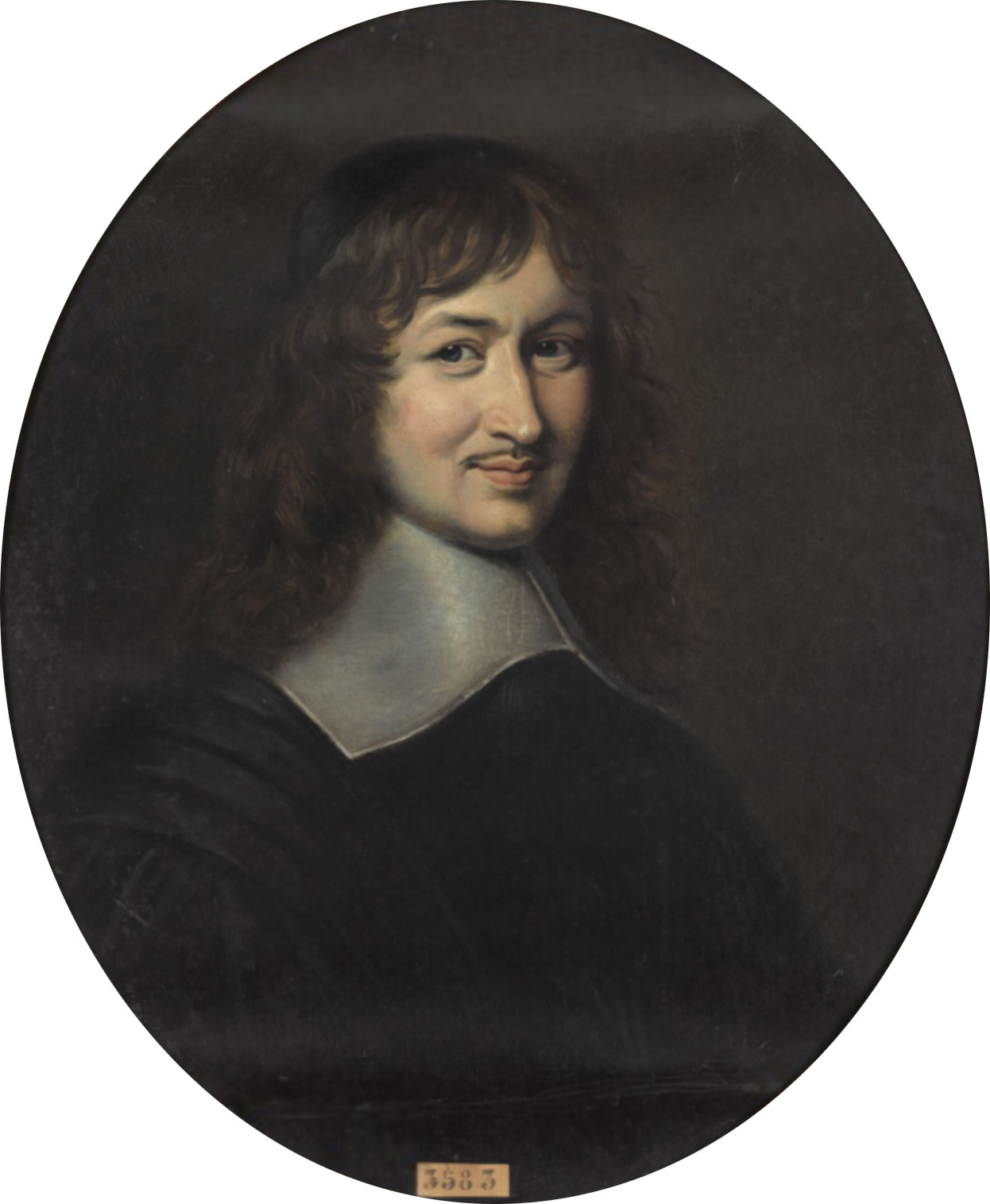
Portret al lui Fouquet de Édouard Lacretelle

Cu zestrea de la soția sa achiziționează teren la Vaux și se numește vicontele de la Vaux. În 1642, moartea lui Richelieu, protectorul de mult timp al familiei Fouquet, vine să pună capăt visurilor sale coloniale și maritime. Fouquet alege definitiv serviciul de stat. Din fericire pentru el o echipă ministerială ține locul regelui Ludovic al XIII-lea și după moartea acestuia, a regentei Ana de Austria. Jules Mazarin preia succesiunea de la Richelieu și devine noul șef al lui Fouquet.
În 1644 a fost numit intendent de justiție, poliție și finanțe la Grenoble, prin decizia personală a regentei. Este o poziție dificilă pentru un tânăr cu puțină experiență, care în plus se află într-o provincie pe care nu o cunoaște deloc. În timpul verii, când a fost absent fără autorizație pentru a asista la întronizarea fratelui său mai mare, François, numit episcop de Agde, a izbucnit o revoltă a țăranilor împotriva taxelor. La inițiativa cancelarului Séguier, Nicolae este imediat revocat de Mazarin.
Din fericire, un al doilea incident îi permite să se reabiliteze: pe drumul spre casa, noi revolte se declanșează în Valencia. Cu sânge rece, cu abilitățile sale oratorice și curajul personal, Fouquet reușește să calmeze această răscoală.
În timpul Frondei se situează imediat de partea Annei de Austria și a lui Mazarin, câștigând astfel sprijinul ferm al reginei. În timpul asediului Parisului, el a fost responsabil de departamentul de bunuri și a câștigat o mulțime de bani.
În noiembrie 1650 el cumpără cu 450.000 de livre funcția de procuror general al Parlamentului din Paris. În februarie 1651 se căsătorește a doua oară. Noua doamnă Fouquet este Marie-Madeleine de Castille-Villemereuil; ea are 15 ani, el 36. Zestrea ei este inferioară celei a Mariei Fourché însă compensează prin vastul cerc de relații al familiei mamei ei. În același timp, Parlamentul a adoptat expulzarea lui Mazarin. Acesta a plecat în exil în Germania. În secret, Fouquet l-a ținut informat pe Mazarin până la întoarcerea sa.
În februarie 1653, ducele de La Vieuville, ministru de finanțe moare subit. Fouquet, susținut de prietenii săi, candidează pentru funcția de ministru, însă Mazarin optează pentru două poziții de miniștri de finanțe: una este ocupată de diplomatul Abel Servien, cealaltă este ocupată de Fouquet în fața unor candidați de importanță majoră ca Le Tellier, Mathieu Mole, mareșalii Villeroy și L'Hospital. Își datorează numirea bunei sale purtări din timpul Frondei dar și influenței fratelui său Basile. Fouquet este cel mai tânăr ministru de finanțe din l'Ancien Régime.

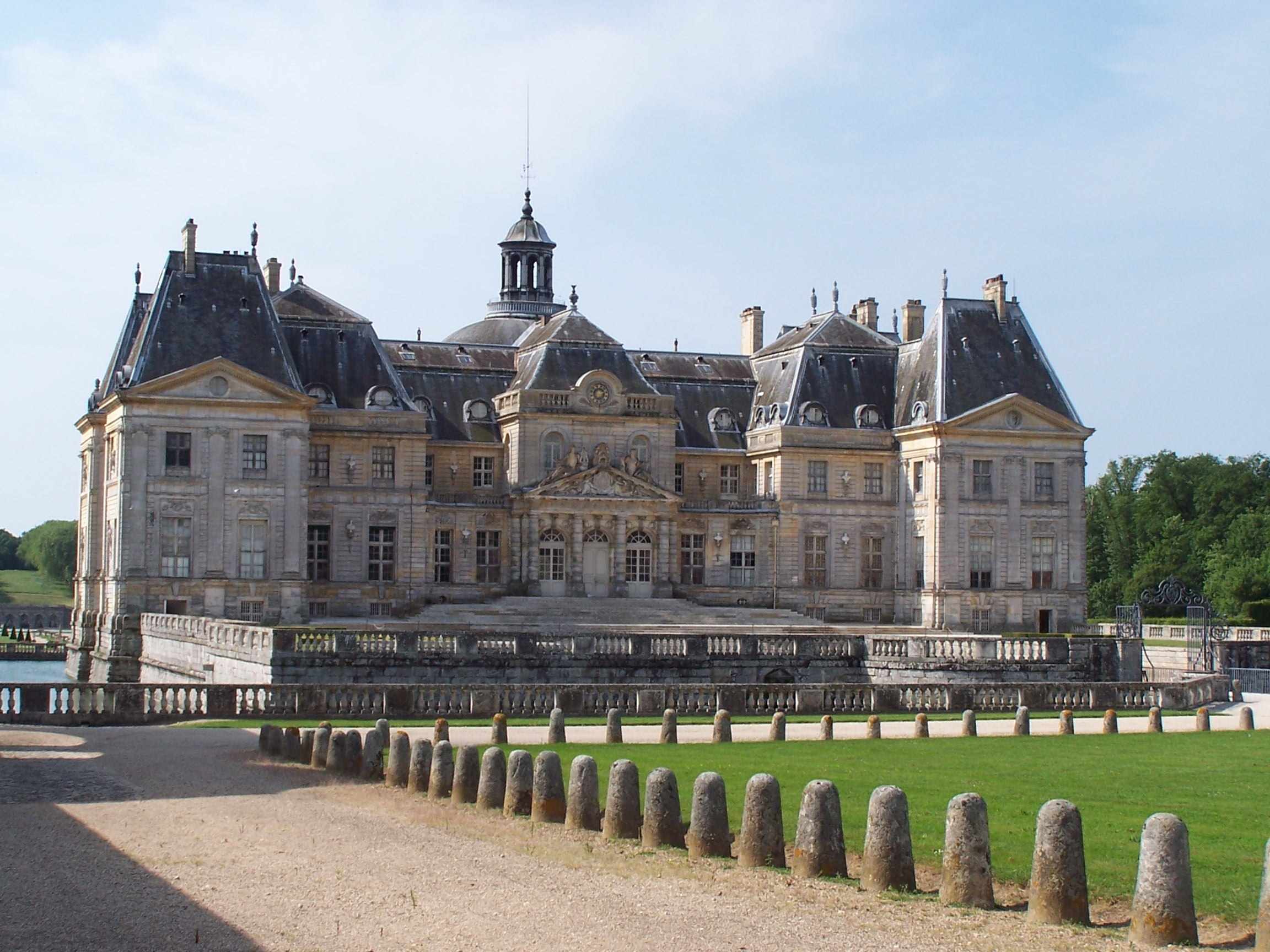
Castelul Vaux-le-Vicomte, reședința lui Fouquet.

Finanțele regale erau într-o stare dezastruoasă. În timp ce nevoile coroanei sunt imense, atât pentru finanțarea războiului cât și pentru cheltuielile personale ale lui Ludovic al XIV-lea, trezoreria este în stare de faliment, situația fiscală este dezastruoasă și stocul de metale prețioase disponibile insuficient. În decembrie 1654, în urma tensiunilor apărute, Fouquet cere regelui un regulament pentru a defini funcțiile fiecăruia dintre miniștrii de finanțe. Sarcinile sunt redefinite: Servien se ocupă cu cheltuielile, Fouquet cu veniturile..
Politica lui Fouquet îi permite să-și construiască o largă clientelă printre cei care manipulează banii regatului. ·  În plus, sumele considerabile care trec prin mâinile administratorului și o rețea de spioni și informatori îi permit lui  Fouquet să-și consolideze poziția. Cei mai mari nobili devin prietenii săi. Fouquet se folosește de ascensiunea socială pentru a-și căsători fiica Marie cu Armand de Béthune, marchiz de Charost, nepotul lui Sully. Își înzestrează fiica regește: 600.000 de livre în aur și argint.
După moartea lui Servien în 1659, Fouquet este confirmat singur pe post, poziție pe care o ocupă până în 1661. Îl convinge pe Mazarin de necesitatea de a reduce cheltuielile de stat și în același timp lucrează la un plan de redresare financiară pe bază largă privind îmbunătățirea colectării impozitelor indirecte, relaxarea fiscalității, salubritatea finanțelor municipale și îmbunătățirea relațiilor cu mânuitorii de bani. Istoriografia clasică îl acuză pe Fouquet de lipsa de principii economice clare, timiditatea lui pentru a reduce "cazurile excepționale" și să stingă împrumuturile regale, dar mai ales complicitate cu mediul mânuitorilor de bani și îmbogățirea personală.
După decesul lui Mazarin în 1661, Fouquet se așteaptă să să fie numit șeful guvernului însă Ludovic al XIV-lea îl suspecta de o ambiție prost deghizată. Ludovic își asumă guvernarea și devine propriul său prim-ministru. Colbert, probabil căutând să-i succeadă lui Fouquet, alimentează nemulțumirea regelui în fața rapoartelor asupra deficitului. Ludovic se teme însă să scape de un ministru așa de puternic ca Fouquet.
Cheltuielile extravagante și afișarea opulentă a averii administratorului finanțelor a servit pentru a intensifica nehotărârea regelui. Fouquet a cumpărat portul Belle-Île-en-Mer și a întărit fortificațiile cu scopul de a avea un refugiu în caz de dizgrație. A cheltuit o sumă enormă în construirea magnificului său castel și a domeniului Vaux-le-Vicomte, care a fost precursorul Versailles ca măreție și splendoare. Pentru reconstruirea și redecorarea Castelului Vaux-le-Vicomte, el a adus împreună trei artiști pe care mai târziu îi va lua și regele pentru Versailles: arhitectul Louis Le Vau, pictorul Charles Le Brun și designerul de peisaje André Le Nôtre.
În august 1661, Ludovic al XIV-lea, deja hotărât pentru îndepărtarea lui Fouquet (dizgrația a fost în secret decisă la 4 mai) a fost încântat la Vaux cu o sărbătoare care a rivalizat în măreție doar cu una sau două în istoria Franței, la care piesa Fâcheux a lui Molière s-a jucat pentru prima dată. Splendoarea sărbătorii i-a pecetluit soarta lui Fouquet.
Fouquet este arestat pentru deturnare de fonduri publice, judecat, găsit vinovat și condamnat la închisoare pe viață. A murit în detenție la Pignerol în 1680.